# باشگاه فوتبال کاونو ژالگیریس
باشگاه فوتبال کاونو ژالگیریس (انگلیسی: Football club Kauno Žalgiris) یک باشگاه فوتبال در کاوناس، لیتوانی است.
این باشگاه که در سال ۲۰۰۴ تاسیس شده دارای تیم‌های ورزشی دیگر همچون بسکتبال و راگبی ۱۵ نفره نیز می‌باشد.